# 술포포보콕쿠스속
술포포보콕쿠스속은 데술푸로콕쿠스과의 한 속이다.